# Herbertus mascarenicus
Herbertus mascarenicus là một loài rêu tản trong họ Herbertaceae. Loài này được (Stephani) S.W. Arnell ex Váňa miêu tả khoa học lần đầu tiên năm 1979.